# Bruno Bielawski

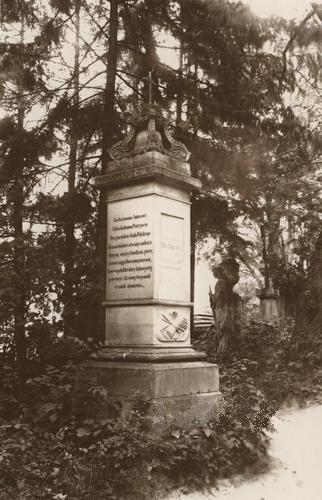
Pomnik Brunona Bielawskiego na cmentarzu Łyczakowskim we Lwowie z napisem: „Zasłużonemu Autorowi, Szlachetnemu Patryocie, Przyjacielowi ludu Polskiego, Krzewicielowi oświaty i miłości Ojczyzny między kmiotkami, pierwszemu i najgorliwszemu pracownikowi na polu literatury ludowej w tej prowincyi, skromny ten pomnik wznieśli ziomkowie”, widok przed ok. 1920

Bruno Franciszek Bielawski herbu Zaremba (ur. 4 października 1831 w Nehrybce, zm. 21 stycznia 1861 w Jassach) – dziennikarz, pisarz i poeta związany z „Gazetą Lwowską”, od 1859 pierwszy redaktor czasopisma „Dzwonek: pismo dla ludu”. 

## Życiorys
Syn Antoniego, oficjalisty dworskiego dóbr Bakończyce, uczył się w Przemyślu, w kolegium jezuickim we Lwowie, gimnazjach w Bochni i Krakowie. W 1852 roku rozpoczął studia przyrodnicze na uniwersytecie w Heidelbergu i na wydziale chemicznym Uniwersytetu Jagiellońskiego, które przerwał, wracając w 1854 do Nehrybki, następnie do Lwowa. Podczas pobytu w Nehrybce u Pawlikowskich w Medyce poznał pisarzy i poetów, takich jak Kornel Ujejski, Walery Łoziński, Jan Zachariasiewicz, Zygmunt Miłkowski (ps. Teodor Tomasz Jeż) i Mieczysław Romanowski. Od około 1856 przyjaciel pisarza Walerego Łozińskiego.
Zaangażowany w działalność patriotyczną i niepodległościową w sierpniu 1860 opuścił Lwów, udając się jako ochotnik do legionów Giuseppe Garibaldiego, aby walczyć „Za Waszą i Naszą Wolność” o zjednoczenie Włoch. 17 stycznia 1861 wdał się w spór w Jassach z urzędnikiem telegrafu Trzaskowskim, wyzywając go na pojedynek. Został ciężko ranny w pojedynku – zmarł po czterech dniach w Jassach, krótko przed śmiercią przyjaciela Walerego Łozińskiego, do którego dotarła wiadomość o śmierci Brunona Bielawskiego, gdy sam leżał ranny wskutek pojedynku.
Na Cmentarzu Łyczakowskim wystawiono mu pomnik z napisem: „Zasłużonemu Autorowi, Szlachetnemu Patryocie, Przyjacielowi ludu Polskiego, Krzewicielowi oświaty i miłości Ojczyzny między kmiotkami, pierwszemu i najgorliwszemu pracownikowi na polu literatury ludowej w tej prowincyi, skromny ten pomnik wznieśli ziomkowie”.
Był autorem wiersza–pieśni Czarny krzyżyk, do którego dwie wersje muzyki skomponowali: Stanisław Moniuszko i Adam Münchheimer.

## Twórczość
- Baron Palonczaj [w:] Nowiny, 1854 [za:] Biblioteka Warszawska. T. IX. Warszawa: 1860, s. 636.
- Bruno Bielawski (słowa): Czarny krzyżyk : śpiew z towarzyszeniem fortepianu. Adam Münchheimer (muzyka). Warszawa: nakładem własnym autora, 1889 (? prawdopodobnie), s. 8.
- Czarny krzyżyk [w:] Stanisław Moniuszko: Dzieła. T. 4: Pieśni z lat 1860–1872. Polskie Wydawnictwo Muzyczne, 1972, s. 186. OCLC 638635368.
- Gawędy i powieści Brunona Bielawskiego i Walerego Łozińskiego. Lwów: Nakładem Macierzy Polskiej, 1899, s. 157. OCLC 292148166. zawiera cztery opowiadania Brunona Bielawskiego: Każdy stan sobie dobry; Piotr Mytnik, czyli nawrócenie pewnego skąpca; O miłosiernym kowalu z Wielunia; Niby bieda, a nie bieda.
- Opowiadanie pani strażnikowej, Dziennik Literacki, 1856, nr 53–54
- Opowiadanie starego ułana, powieść[1] nie wydana[8], (Stary ułan kaznodzieją. Powiastka dla ludu polskiego w Galicyi opowiedziana przez BB 1858 ss. 1–95, na s. 95 data: Nehrybka 16 maja 1858, rękopis, zapowiedź druku w Dzienniku Literackim nr 52 z 1858 [za:] Inwentarz rękopisów biblioteki Zakładu Narodowego im. Ossolińskich we Wrocławiu: Rękopisy 11931–13000, Wrocław, 1948, s. 620)
- Przyjemności życia wiejskiego [w:] Nowiny, 1855-6 [za:] Biblioteka Warszawska. T. IX. Warszawa: 1860, s. 636.
- Trzy życzenia [w:] Gwiazdka Cieszyńska, 1858 [za:] Biblioteka Warszawska. T. IX. Warszawa: 1860, s. 636.
- Wiersze [w:] Tadeusz Jania: Największa jest miłość: antologia polskiej poezji o miłości rodzinnej. Roman Kot. Kraków: 1995, s. 702. ISBN 978-83-904699-0-4. OCLC 69629964.